# Lockney, Texas
Lockney là một thị trấn thuộc quận Floyd, tiểu bang Texas, Hoa Kỳ. Năm 2010, dân số của thị trấn này là 1842 người.

## Dân số
- Dân số năm 2000: 2056 người.
- Dân số năm 2010: 1842 người.